# カレンミロティック
カレンミロティック（欧字名:Curren Mirotic、2008年2月22日 - ）は、日本の競走馬。主な勝ち鞍に2013年の金鯱賞。
2014年の宝塚記念9番人気2着、2016年の天皇賞・春13番人気2着など、GIで穴を度々あけている。

## 戦績

### 2歳（2010年）
11月7日の京都芝1800m新馬戦でデビューし、4着に終わった。

### 3歳（2011年）
年明け3戦目の未勝利戦で初勝利を挙げ、条件戦へ挑むも勝利することはできず、放牧に出された。帰厩後の条件戦で2勝目を挙げ、特別戦へ続戦も未勝利に終わった。

### 4歳（2012年）
年明けの特別戦後に放牧に出され、去勢手術を受ける。降級後の初戦を勝利し、特別戦を2戦目で勝利した。

### 5歳（2013年）
年明けからの準オープンで3戦連続2着となると、阪神芝1800mで行われた垂水ステークスをコースレコードで勝利した。オープン戦を大敗し、放牧の後、重賞初挑戦となる金鯱賞へ向かった。レースでは逃げたメイショウナルトから離れた2番手を追走し、直線入り口でメイショウナルトをかわし先頭に立つと、ラブリーデイ、ウインバリアシオンらの追い上げを2馬身半差で退け、重賞初制覇を飾った。陣営は次走に有馬記念を選択。金鯱賞で手綱を取った池添謙一が同レースでラストランを迎えるオルフェーヴルに騎乗するため、鞍上に戸崎圭太を迎えた。レースはルルーシュの2番手で道中を進め、2周目の3コーナーで先頭に立つも、荒れた馬場に脚を取られ6着だった。

### 6歳（2014年）
中山記念を14着と大敗後、産経大阪杯、鳴尾記念を共に4着とすると、宝塚記念へ向かった。レースでは道中3番手で進め、直線ではしぶとく脚を伸ばし9番人気ながら2着に入った。放牧を挟み、秋は香港国際競走の1つである香港ヴァーズへ招待され、これを受諾した。レースは逃げ馬をマークしながら3コーナーでロングスパートを仕掛けるも、ジリジリとしか伸びず5着に終わった。

### 7歳（2015年）
阪神大賞典を4着とした後、天皇賞（春）へ進めた。レースでは逃げたクリールカイザーを2番手でマークしながら進め、2周目の4コーナーでかわし先頭に立ち、最後の直線で一時は後続を3馬身程離して粘りこみを図るも、ゴール手前でゴールドシップ、フェイムゲームにかわされ3着だった。次走の宝塚記念では、後方からの競馬になってまい13着に終わった。秋は京都大賞典で始動。最後の直線での決め手勝負で負けてしまい3着だった。天皇賞（秋）、ジャパンカップでは共にいいところなく大敗した。

### 8歳（2016年）
前年と同様に阪神大賞典で始動し、6着とした後、天皇賞（春）へ向かった。レースはハナを切ったキタサンブラックを終始マークして進め、残り200メートルからはキタサンブラックと馬体を合わせながら一度はクビ差程前に出るも、ハナ差4センチ差し返されたところがゴールだった。次走の宝塚記念では、メルボルンカップ出走を見据えてトミー・ベリーと新コンビを組んだ。レースでは稍重の馬場が影響し11着と大敗した。秋はオールカマーで9着とした後、予定通りメルボルンカップに参戦。レースは好位の内で進めるも、残り1000メートル位から手応えが悪くなり、ブービーの23着に終わった。

### 9歳（2017年）〜10歳（2018年）
1年近くの休養を挟み、2017年10月の京都大賞典で復帰するが8着。その後も精彩を欠き、2018年4月29日の天皇賞（春）16着を最後に現役を引退した。 

### 引退後
引退後はノーザンホースパークで乗馬になった。2023年12月からは岡山県真庭市のオールド・フレンズ・ジャパンで繋養されている。

## 競走成績
| 競走日     | 競馬場       | 競走名               | 格       | 距離（馬場）  | 頭 数 | 枠 番 | 馬 番 | オッズ （人気） | 着順 | タイム （上がり3F） | 着差   | 騎手           | 斤量   | 1着馬（2着馬）         |
| ---------- | ------------ | -------------------- | -------- | ------------- | ----- | ----- | ----- | --------------- | ---- | ------------------- | ------ | -------------- | ------ | ---------------------- |
| 2010.11.07 | 京都         | 2歳新馬              |          | 芝1800m（良） | 13    | 5     | 7     | 032.10（7人）   | 04着 | R1:51.6（33.7）     | -0.2   | 浜中俊         | 55kg   | トーセンラー           |
| 2011.01.15 | 京都         | 3歳未勝利            |          | 芝1800m（良） | 16    | 4     | 7     | 015.90（5人）   | 04着 | R1:50.4（34.4）     | -0.9   | 和田竜二       | 56kg   | ダノンシャーク         |
| 0000.02.05 | 京都         | 3歳未勝利            |          | 芝2200m（良） | 16    | 7     | 13    | 014.50（4人）   | 04着 | R2:16.4（34.5）     | -0.2   | 和田竜二       | 56kg   | ソルデマーヨ           |
| 0000.02.27 | 阪神         | 3歳未勝利            |          | 芝1800m（良） | 16    | 1     | 1     | 004.40（2人）   | 01着 | R1:48.6（34.2）     | -0.2   | U.リスポリ     | 56kg   | （マコトサンパギータ） |
| 0000.04.02 | 阪神         | 3歳500万下           |          | 芝2400m（良） | 18    | 7     | 14    | 032.60（9人）   | 05着 | R2:25.8（36.3）     | -0.4   | 秋山真一郎     | 56kg   | カーマイン             |
| 0000.04.24 | 京都         | 3歳500万下           |          | 芝1600m（重） | 17    | 5     | 10    | 007.70（4人）   | 08着 | R1:35.6（36.0）     | -0.9   | 秋山真一郎     | 56kg   | アストロロジー         |
| 0000.10.29 | 新潟         | 3歳上500万下         |          | 芝2000m（良） | 17    | 2     | 3     | 005.40（2人）   | 01着 | R2:00.1（34.2）     | -0.3   | 津村明秀       | 55kg   | （マルブツマスター）   |
| 0000.11.20 | 東京         | tvk賞                | 1000万下 | 芝1800m（稍） | 10    | 5     | 5     | 009.40（6人）   | 04着 | R1:49.8（34.4）     | -0.3   | 石橋脩         | 55kg   | ハッピーパレード       |
| 0000.12.17 | 阪神         | 猪名川特別           | 1000万下 | 芝1800m（良） | 15    | 2     | 2     | 005.60（3人）   | 03着 | R1:47.1（34.8）     | -0.4   | C.ウィリアムズ | 56kg   | リヴェレンテ           |
| 2012.01.14 | 京都         | 逢坂山特別           | 1000万下 | 芝1800m（良） | 13    | 7     | 10    | 005.60（3人）   | 03着 | R1:47.0（34.3）     | -0.0   | 池添謙一       | 55kg   | タムロスカイ           |
| 0000.05.12 | 京都         | 紫野特別             | 1000万下 | 芝1800m（良） | 12    | 4     | 4     | 008.60（4人）   | 03着 | R1:45.8（34.6）     | -0.2   | 池添謙一       | 57kg   | グルヴェイグ           |
| 0000.09.08 | 阪神         | 3歳上500万下         |          | 芝1800m（良） | 14    | 7     | 12    | 002.40（1人）   | 01着 | R1:44.7（34.6）     | -0.7   | 池添謙一       | 57kg   | （ベネフィットユー）   |
| 0000.10.06 | 京都         | 清滝特別             | 1000万下 | 芝1800m（良） | 9     | 6     | 6     | 001.60（1人）   | 02着 | R1:45.7（33.9）     | -0.2   | 池添謙一       | 57kg   | サクラアルディート     |
| 0000.11.04 | 京都         | 近江特別             | 1000万下 | 芝1800m（良） | 12    | 8     | 12    | 002.80（1人）   | 01着 | R1:45.6（34.1）     | -0.2   | 池添謙一       | 57kg   | （ナムラオウドウ）     |
| 0000.12.02 | 阪神         | 逆瀬川S              | 1600万下 | 芝1800m（良） | 11    | 7     | 8     | 006.20（4人）   | 03着 | R1:47.4（33.6）     | -0.3   | 池添謙一       | 57kg   | サクラアルディート     |
| 2013.02.23 | 阪神         | 御堂筋S              | 1600万下 | 芝2400m（良） | 13    | 5     | 7     | 011.40（5人）   | 02着 | R2:28.1（33.6）     | -0.0   | 池添謙一       | 57kg   | アドマイヤフライト     |
| 0000.03.24 | 中京         | 名古屋城S            | 1600万下 | 芝2200m（良） | 10    | 7     | 8     | 004.40（3人）   | 02着 | R2:14.7（34.6）     | -0.0   | 池添謙一       | 57kg   | カワキタフウジン       |
| 0000.04.27 | 京都         | 下鴨S                | 1600万下 | 芝2000m（良） | 14    | 3     | 4     | 002.20（1人）   | 02着 | R1:59.2（34.5）     | -0.2   | 武豊           | 57kg   | ユウキソルジャー       |
| 0000.06.02 | 阪神         | 垂水S                | 1600万下 | 芝1800m（良） | 14    | 3     | 3     | 003.90（2人）   | 01着 | R1:44.5（34.2）     | -0.8   | 池添謙一       | 57kg   | （メイショウサミット） |
| 0000.08.04 | 函館         | 札幌日経OP           |          | 芝2600m（良） | 10    | 7     | 7     | 001.70（1人）   | 08着 | R2:43.1（38.9）     | -1.6   | 池添謙一       | 56kg   | セイカプレスト         |
| 0000.11.30 | 中京         | 金鯱賞               | GII      | 芝2000m（良） | 14    | 7     | 11    | 006.60（3人）   | 01着 | R1:59.6（35.8）     | -0.4   | 池添謙一       | 56kg   | （ラブリーデイ）       |
| 0000.12.22 | 中山         | 有馬記念             | GI       | 芝2500m（良） | 16    | 2     | 3     | 028.10（6人）   | 06着 | R2:43.3（38.7）     | -2.0   | 戸崎圭太       | 57kg   | オルフェーヴル         |
| 2014.03.02 | 中山         | 中山記念             | GII      | 芝1800m（稍） | 15    | 4     | 6     | 012.10（5人）   | 14着 | R1:51.4（37.8）     | -1.6   | 池添謙一       | 57kg   | ジャスタウェイ         |
| 0000.04.06 | 阪神         | 大阪杯               | GII      | 芝2000m（良） | 8     | 8     | 8     | 032.10（5人）   | 04着 | R2:00.8（36.8）     | -0.5   | 池添謙一       | 57kg   | キズナ                 |
| 0000.06.07 | 阪神         | 鳴尾記念             | GIII     | 芝2000m（良） | 12    | 3     | 3     | 004.00（2人）   | 04着 | R1:59.1（34.8）     | -0.0   | 池添謙一       | 57kg   | エアソミュール         |
| 0000.06.29 | 阪神         | 宝塚記念             | GI       | 芝2200m（良） | 12    | 5     | 5     | 055.90（9人）   | 02着 | R2:14.4（35.8）     | -0.5   | 池添謙一       | 58kg   | ゴールドシップ         |
| 0000.12.14 | 沙田         | 香港ヴァーズ         | G1       | 芝2400m（良） | 11    |       | 3     | 037.00（7人）   | 05着 | R2.30.29            | -0.46  | 池添謙一       | 57kg   | Flintshire             |
| 2015.03.22 | 阪神         | 阪神大賞典           | GII      | 芝3000m（良） | 10    | 6     | 6     | 017.90（6人）   | 04着 | R3:06.8（36.4）     | -0.9   | M.デムーロ     | 56kg   | ゴールドシップ         |
| 0000.05.03 | 京都         | 天皇賞（春）         | GI       | 芝3200m（良） | 17    | 1     | 2     | 030.5（10人）   | 03着 | R3:14.8（35.3）     | -0.1   | 蛯名正義       | 58kg   | ゴールドシップ         |
| 0000.06.28 | 阪神         | 宝塚記念             | GI       | 芝2200m（良） | 16    | 3     | 5     | 014.10（5人）   | 13着 | R2:15.4（35.2）     | -1.0   | 蛯名正義       | 58kg   | ラブリーデイ           |
| 0000.10.12 | 京都         | 京都大賞典           | GII      | 芝2400m（良） | 10    | 7     | 7     | 008.10（5人）   | 03着 | R2:23.9（33.2）     | -0.3   | 蛯名正義       | 56kg   | ラブリーデイ           |
| 0000.11.01 | 東京         | 天皇賞（秋）         | GI       | 芝2000m（良） | 18    | 3     | 6     | 058.9（13人）   | 13着 | R1:59.3（34.8）     | -0.9   | 吉田豊         | 58kg   | ラブリーデイ           |
| 0000.11.29 | 東京         | ジャパンカップ       | GI       | 芝2400m（良） | 18    | 8     | 16    | 148.9（16人）   | 15着 | R2:25.3（35.9）     | -0.6   | 蛯名正義       | 57kg   | ショウナンパンドラ     |
| 2016.03.20 | 阪神         | 阪神大賞典           | GII      | 芝3000m（良） | 11    | 1     | 1     | 009.50（5人）   | 06着 | R3:06.9（36.7）     | -1.1   | 秋山真一郎     | 56kg   | シュヴァルグラン       |
| 0000.05.01 | 京都         | 天皇賞（春）         | GI       | 芝3200m（良） | 18    | 2     | 3     | 099.2（13人）   | 02着 | R3:15.3（34.8）     | -0.0   | 池添謙一       | 58kg   | キタサンブラック       |
| 0000.06.26 | 阪神         | 宝塚記念             | GI       | 芝2200m（稍） | 17    | 5     | 10    | 086.7（14人）   | 11着 | R2:14.3（37.7）     | -1.5   | T.ベリー       | 58kg   | マリアライト           |
| 0000.09.25 | 中山         | オールカマー         | GII      | 芝2200m（良） | 12    | 8     | 12    | 024.40（7人）   | 09着 | R2:12.9（35.8）     | -1.0   | 柴田大知       | 56kg   | ゴールドアクター       |
| 0000.11.01 | フレミントン | メルボルンカップ     | G1       | 芝3200m（稍） | 24    | 18    | 3     |                 | 23着 |                     | -27.35 | T.ベリー       | 56.5kg | Almandin               |
| 2017.10.09 | 京都         | 京都大賞典           | GII      | 芝2400m（良） | 15    | 7     | 12    | 083.40（9人）   | 08着 | R2:23.6（34.5）     | -0.6   | 池添謙一       | 56kg   | スマートレイアー       |
| 0000.11.05 | 東京         | アルゼンチン共和国杯 | GII      | 芝2500m（良） | 16    | 4     | 8     | 031.70（8人）   | 05着 | R2:30.7（36.2）     | -0.7   | 池添謙一       | 57kg   | スワーヴリチャード     |
| 0000.12.24 | 中山         | 有馬記念             | GI       | 芝2500m（良） | 16    | 8     | 15    | 204.8（16人）   | 15着 | R2:35.1（36.5）     | -1.5   | 川田将雅       | 57kg   | キタサンブラック       |
| 2018.03.18 | 阪神         | 阪神大賞典           | GII      | 芝3000m（良） | 11    | 4     | 4     | 029.50（6人）   | 05着 | R3:04.4（36.7）     | -0.8   | 池添謙一       | 56kg   | レインボーライン       |
| 0000.04.29 | 京都         | 天皇賞（春）         | GI       | 芝3200m（良） | 17    | 2     | 4     | 039.3（10人）   | 16着 | R3:18.4（37.3）     | -2.2   | 池添謙一       | 58kg   | レインボーライン       |

- タイム欄のRはレコード勝ちを示す。

## 血統表
| カレンミロティックの血統  | カレンミロティックの血統                             | カレンミロティックの血統           | （血統表の出典）                   | （血統表の出典） |
| 父系                      | サンデーサイレンス系（ヘイロー系）                   | サンデーサイレンス系（ヘイロー系） | サンデーサイレンス系（ヘイロー系） | [ § 2 ]          |
| 父 ハーツクライ 2001 鹿毛 | 父の父*サンデーサイレンス Sunday Silence 1986 青鹿毛 | Halo                               | Hail to Reason                     | Hail to Reason   |
| 父 ハーツクライ 2001 鹿毛 | 父の父*サンデーサイレンス Sunday Silence 1986 青鹿毛 | Halo                               | Cosmah                             |                  |
| 父 ハーツクライ 2001 鹿毛 | 父の父*サンデーサイレンス Sunday Silence 1986 青鹿毛 | Wishing Well                       | Understanding                      | Understanding    |
| 父 ハーツクライ 2001 鹿毛 | 父の父*サンデーサイレンス Sunday Silence 1986 青鹿毛 | Wishing Well                       | Mountain Flower                    |                  |
| 父 ハーツクライ 2001 鹿毛 | 父の母アイリッシュダンス 1990 鹿毛                   | *トニービン                        | *カンパラ                          | *カンパラ        |
| 父 ハーツクライ 2001 鹿毛 | 父の母アイリッシュダンス 1990 鹿毛                   | *トニービン                        | Severn Bridge                      |                  |
| 父 ハーツクライ 2001 鹿毛 | 父の母アイリッシュダンス 1990 鹿毛                   | *ビューパーダンス                  | Lyphard                            | Lyphard          |
| 父 ハーツクライ 2001 鹿毛 | 父の母アイリッシュダンス 1990 鹿毛                   | *ビューパーダンス                  | My Bupers                          |                  |
| 母 * スターミー 1998 鹿毛 | 母の父A.P. Indy 1989 黒鹿毛                          | Seattle Slew                       | Bold Reasoning                     | Bold Reasoning   |
| 母 * スターミー 1998 鹿毛 | 母の父A.P. Indy 1989 黒鹿毛                          | Seattle Slew                       | My Charmer                         |                  |
| 母 * スターミー 1998 鹿毛 | 母の父A.P. Indy 1989 黒鹿毛                          | Weekend Surprise                   | Secretariat                        | Secretariat      |
| 母 * スターミー 1998 鹿毛 | 母の父A.P. Indy 1989 黒鹿毛                          | Weekend Surprise                   | Lassie Dear                        |                  |
| 母 * スターミー 1998 鹿毛 | 母の母Caerlina 1988 栗毛                             | Caerleon                           | Nijinsky                           | Nijinsky         |
| 母 * スターミー 1998 鹿毛 | 母の母Caerlina 1988 栗毛                             | Caerleon                           | Foreseer                           |                  |
| 母 * スターミー 1998 鹿毛 | 母の母Caerlina 1988 栗毛                             | Dinalina                           | Top Ville                          | Top Ville        |
| 母 * スターミー 1998 鹿毛 | 母の母Caerlina 1988 栗毛                             | Dinalina                           | Shahinaaz                          |                  |
| 母系(F-No.)               | 16号族(FN:16-d)                                      | 16号族(FN:16-d)                    | 16号族(FN:16-d)                    | [ § 3 ]          |
| 5代内の近親交配           | Northern Dancer5×5=6.25%                             | Northern Dancer5×5=6.25%           | Northern Dancer5×5=6.25%           | [ § 4 ]          |
| 出典                      | 1. 2. 3. 4.                                          | 1. 2. 3. 4.                        | 1. 2. 3. 4.                        | 1. 2. 3. 4.      |

半姉に2010年京都牝馬ステークス勝ち馬のヒカルアマランサス（父：アグネスタキオン）、その産駒に2021年アーリントンカップ勝ち馬のホウオウアマゾンがいる。